# 张鹤镛
张鹤镛（1939年—），男，浙江人，中华人民共和国政治人物，曾任国家医药管理局副局长，第七、八、九、十届全国政协委员。